# Anthony Girard
Pour les articles homonymes, voir Girard.
Anthony Girard, né le 14 mai 1959 à New York est un compositeur français.

## Biographie
Anthony Girard est né en 1959 à East Patchogue, aux États-Unis, dans l’État de New York, de parents français. Il commence à composer à l’âge de onze ans et pratique la guitare, de manière autodidacte. Il commence des études musicales à quatorze ans : piano, guitare, chant et écriture au Conservatoire Municipal de Saint-Cloud, puis composition au Conservatoire National de Région de Rueil-Malmaison auprès de Tony Aubin. Il obtient, avec ses premiers travaux, une Médaille d’Or de composition, le Prix André Jolivet et un Prix de la Sacem. En 1976, il commence un cursus de musicologie à la Sorbonne. En 1979, il est admis au Conservatoire National Supérieur de Paris où il obtiendra, de 1980 à 1985, cinq Premiers Prix (Harmonie, Contrepoint, Analyse, Orchestration et Composition), dans les classes de Jean-Claude Raynaud, Jean-Claude Henry (de), Claude Ballif et Serge Nigg. Il termine son cursus universitaire avec une Maîtrise, sous la direction de Danièle Pistone, et un Diplôme d’Études Approfondies.
De 1986 à 1988, il est pensionnaire de la Casa de Velázquez, à Madrid. De retour en France, tout en poursuivant ses activités de compositeur, il est nommé professeur-animateur à l’École Nationale de Musique de Notre-Dame-de-Gravenchon, puis conseiller aux études au Conservatoire National de Région de Rouen, où il est nommé directeur, en 1992. La même année, il obtient le Prix Paul Belmondo de l’Institut, pour l’ensemble de son œuvre. De 2000 à 2009, il est directeur du Conservatoire Darius Milhaud de Paris. Il est nommé ensuite professeur d’orchestration et d’analyse musicale au Conservatoire à Rayonnement régional de Paris et à l’École Normale de Musique de Paris. Depuis 2012, il enseigne également l’orchestration au Conservatoire National Supérieur de Paris.
Son activité de compositeur s’exerce dans plusieurs directions, comme en témoigne son catalogue qui compte en 2020 plus de 250 compositions. Ses œuvres sont éditées notamment par Billaudot, Symétrie, Agir éditions, À Cœur Joie, Delatour et Leduc, et font l’objet de nombreux enregistrements discographiques.
Il est également l’auteur de nombreux ouvrages : deux manuels d’analyse musicale, récompensés en 2002 et 2006 par un Prix de la Sacem, douze cahiers d’analyse musicale, plusieurs essais et de nombreux articles. En 2017, il crée, avec Philippe Malhaire, la revue d’esthétique et d’analyse musicale  Pour les sonorités opposées.

## Esthétique

### Années 1970
Aucune partition antérieure à 1980 n’est conservée dans son catalogue. Ses premiers essais sont marqués par la découverte de la poésie d’Henri Michaud, dès 1975, de Pelléas et Mélisande en 1976, de la Messe en Si en 1977, et du chant grégorien en 1979.

### Années 1980
Ses premières partitions répertoriées s’inscrivent dans l’héritage harmonique de Ravel, et sont inspirées du monde de l’enfance (L’autobus enchanté, 1981). Durant ses années d’étude au Conservatoire National Supérieur de Musique de Paris, son écriture devient plus chromatique sans cesser de cultiver une dimension harmonique et expressive. Ses recherches se tournent aussi vers une polyphonie plus abstraite (canons et miroirs des Onze pièces brèves, 1982) et s’inscrivent dans des formes instinctives, ludiques (Épilogue en trio, 1984) et oniriques (La Nuit, 1985). Dès la fin de ses études, il renoue avec une harmonie diatonique, à la faveur de son opéra de chambre Le valet de Cœur (1986) où son écriture s’épanouit dans un mélange d’humour, de tendresse et de déraison. Lors de son séjour à Majorque, en 1987, il se tourne vers un langage d’inspiration mystique (Chant d’amour à l’éternité, 1987), proche de la nature (Écouter le silence, 1987) et approfondit sa palette orchestrale (Vie nouvelle, 1988).

### Années 1990
L’influence du minimalisme (Arvo Pärt, Steve Reich) et de la musique traditionnelle de l’Inde est sensible dans les œuvres de ces années-là, où apparaît la tentative de concilier une écriture de type répétitif avec une trame harmonique modale, inscrite dans l’héritage de l’École française (À ciel ouvert, 1991). La dimension mystique est manifeste dans le Requiem sur un poème de Walt Whitman (1993), et dans la cantate Croix de Lumière, commandée en 1996 pour l’inauguration de la cathédrale d’Evry. Comme une étoile du matin, pour orchestre à cordes (1988), œuvre distinguée en 2001 par le Grand Prix des Compositeurs, est caractéristique de son esthétique à ce moment de son parcours, où s’atténue peu à peu l’empreinte du minimalisme.

### Années 2000
La poésie va exercer alors une influence de plus en plus importante sur son langage, sollicitant une écriture aux harmonies plus ambiguës, ouverte sur des émotions nouvelles. Ses poètes de prédilection se nomment Yves Prié (Le rêve est notre espoir, 1999), Heather Dohollau (Pour l’oiseau, 2000), Jean-Paul Hameury (Les âmes perdues, 2002) ou Anne Perrier (Ophélie, 2005). Il se tourne également vers le mythe d’Orphée pour une succession d’œuvres instrumentales et vocales (dont La voix lointaine d’Eurydice, 2001). Son écriture instrumentale s’enrichit elle aussi au contact de la poésie, et tente d’explorer toutes les facettes de la palette émotionnelle (Le cercle de la vie, 2007) avec une prédilection pour la lumière (Behind the light, 2005), mais aussi pour son versant opposé (Concerto pour piano « Derrière l’ombre des douleurs », 2009).
Son langage est désormais caractérisé par le désir de concilier une écriture en mouvement, portée par un flux continu, des trames harmoniques statiques, souvent voilées, et un déploiement formel de nature onirique qui alterne entre exubérance et introspection (Voyage au gré des illusions, 2011, Le tournoiement des songes, 2013, Effleurer le silence, 2014, Rire ou rêver ?, 2016).

## Catalogue
Cette liste regroupe les œuvres d’Anthony Girard d'après le catalogue établi par le compositeur.
Une partie des partitions des œuvres d'Anthony Girard est éditée par les Éditions Billaudot.

## Catalogue par genre

### Orchestre symphonique
- Vie nouvelle, pour orchestre (1988)
- À ciel ouvert, pour orchestre (1991)
- Vingt-quatre préludes, pour orchestre (1992)
- Deux prières pour la fin de la guerre, pour orchestre (1995)
- Les âmes perdues, pour orchestre (2002)
- Portrait d’un chef d’orchestre, pour orchestre (2002)
- Danse avec des anges, pour orchestre (2007)
- Concerto pour piano « Derrière l’ombre des douleurs » (2009)
- Fuir dans l’impossible azur, Concerto pour petite clarinette et orchestre (2009)
- Cercles dans le ciel, pour petite clarinette et orchestre (2011)

### Chœur et orchestre
- Requiem “Come lovely and soothing death”, pour solistes, chœur et orchestre — Walt Whitman (1993)
- Croix de lumière, pour solistes, chœur et orchestre (1996)
- Soleil d’Akhenaton, pour chœur et ensemble à vents (2000)
- Von Seelenground, Cantate - concerto pour violon, chœur d’hommes et orchestre à cordes — Maître Eckhart (2003)
- D’eau et de feu, pour orchestre et chœur (2009)
- Symphonie "La nuit — la neige — le silence", pour orchestre et chœur de chambre — Yves Prié (2013)

### Orchestre d’harmonie
- Au-devant du soleil, pour euphonium ou saxhorn et orchestre d’harmonie (2021)
- Gaïa, pour orchestre d’harmonie (2006)
- Avec des ailes d’or, pour orchestre d’harmonie (2012)
- Le tournoiement des songes, concerto pour trompette et orchestre d’harmonie (2013)
- Spirales, concerto pour saxophone et orchestre d'harmonie (2016)

### Orchestre de chambre
- La nuit, pour trompette et orchestre à cordes (1985)
- Pour la paix, pour violon, alto (ou hautbois) et orchestre à cordes (1989)
- Prélude à la vie éternelle, pour harpe et orchestre à cordes (1990)
- Magnificat, pour hautbois et orchestre à cordes (1991)
- Vers l’autre rive, pour guitare et orchestre à cordes (1991)
- Double concerto pour violoncelle, piano et orchestre de chambre (1992)
- Comme une étoile du matin, pour orchestre à cordes (1996)
- Le chant des amandiers en fleurs, pour orchestre à cordes (1997)
- Vers la simplicité, double concerto pour alto, piano et orchestre à cordes (1997)
- Six danses cruelles et lointaines, pour saxophone et orchestre à cordes (2000)
- Musica de la nada, pour orchestre à cordes (2000)
- L’échelle de la beauté, concerto pour violon et orchestre de chambre (2003)
- Un peu plus d’élan et d’innocence, pour piano, deux percussionnistes et orchestre à cordes (2004)
- Vers l’inconnu, pour deux percussionnistes et orchestre à cordes (2005)
- The last lullaby, pour deux violoncelles et orchestre à cordes (2007)
- Voyage au gré des illusions, pour harpe, violon et orchestre à cordes (2011)

### Ensemble instrumental
- La nuit du troisième jour, Conte musical pour récitant et ensemble instrumental (1991)
- Over the tree-tops, pour ensemble de cuivres et timbales (1994)
- La voix lointaine d’Eurydice, pour ensemble instrumental (2001)
- La rose inaccessible, pour piano et ensemble instrumental (2005)
- Franchir l’horizon, concertino pour flûte (flûte-piccolo-flûte alto) et petit ensemble instrumental (2006)
- L’Aigle de la Providence, pour cor et ensemble instrumental (2009)
- Sérénade festive, pour ensemble instrumental et chœur ad libitum (2011)

### Cantate
- L'autobus enchanté, pour soprano et quatre instruments — Jacques Charpentreau (1980)
- Chant d’amour à l’éternité, pour mezzo-soprano et cinq instruments (1987)
- La nuit l’hiver, pour violon, piano et chœur de chambre — Yves Prié (1998)
- Le rêve est notre espoir, pour soprano (ou ténor), violon, cor et piano — Yves Prié (1999)
- Chants d’exil, pour chœur et ensemble de cuivres et percussions — Jean-Paul Hameury (1999)
- Pour l’oiseau, pour soprano et ensemble instrumental — Heather Dohollau (2000)
- Mon cœur fait chanter des anges, pour chœur à voix égales et ensemble instrumental — Rilke (2003)
- Ophélie, pour mezzo-soprano, harpe et quatuor à cordes — Anne Perrier (2005)
- Orphée - la plénitude, cantate-ballet pour quatuor vocal et ensemble instrumental — Jean de Chauveron (2010)
- Orphée - le prologue, cantate pour 12 voix solistes et ensemble instrumental (2011)
- L'annonciation, scénette mystique pour deux voix de mezzo et orgue (2012)
- Éleusis, théâtre d’ombres pour mezzo-soprano, alto et petit orgue (2012)
- Une voix si lointaine, pour soprano, cor anglais  et orgue — Jean-Paul Hameury (2014)
- Le désenchantement, pour soprano, contreténor et ensemble instrumental — Jean-Paul Hameury (2014)
- Orphée pour voix, hautbois et orgue — Jean-Paul Hameury (2015)
- Les vents, la houle, l'horizon, pour chœur, piano et percussion — Yves Prié (2016)

### Opéra
- Le valet de cœur, opéra de chambre (1986)

### Chœur/ensemble vocal
- Renonce à toute chose qui vient de la raison, pour douze voix solistes  — Rûmî (1995)
- Le flambeau de l’éternité, sept poèmes pour chœur de chambre — Rûmî (1995)
- Litanies de Saint Michel, pour chœur, glockenspiel et orgue (1996)
- Kyrie Eleison, pour chœur à voix égales et petit orgue (1998)
- Prière au sommeil, pour ensemble vocal à voix égales — Philippe Desportes (1999)
- Tout un monde ardent, pour chœur à voix égales et harpe — Heather Dohollau (2007)
- Chemins couleur du temps, pour double chœur à voix égales, harpe et quatuor à cordes — Heather Dohollau (2010)
- Vivre ailleurs, trois poèmes pour chœur de chambre — Yves Prié (2015)
- Le sel de la terre, pour chœur de chambre (2016)
- Les dix commandements, pour chœur de chambre (2016)
- Belle rose de mai, pour chœur à voix égales et petit orgue — Nicolas Le Digne (2016)
- Invocation au Saint Esprit, pour chœur à voix égales et petit orgue (2016)
- Est-ce le vent qui souffle ?, pour chœur de chambre et piano  — Jean de Chauveron (2017)

### Musique de chambre, en duo
- Onze pièces brèves, pour hautbois et piano (1982)
- Gioco, pour violon et piano (1983)
- Vers le ciel, pour violoncelle et piano (1987)
- Litanies de minuit, pour violon et piano (1989)
- Plus haut que les oiseaux, pour flûte et harpe (1991)
- L’homme et son ombre, pour cor et piano (1992)
- Deux pièces en canon, pour deux hautbois ou deux saxophones (1992)
- Sonatine n° 1, pour piano à quatre mains (1992)
- Sonatine n° 2, pour piano à quatre mains (1993)
- Terre brisée, pour violon et piano (1994)
- Hésychia, pour vibraphone / glockenspiel, piano, tam-tam et chœur d’hommes (1994)
- Éloge de la folie, sonate pour saxophone alto (ou clarinette) et piano (1995)
- Sonatine n° 3, pour piano à quatre mains (1996)
- Sonatine post-moderne, pour flûte et piano (1998)
- Sol-soleil, pour flûte et piano (1998)
- Les clés du caroussel, pour clarinette et piano (1998)
- Entre ciel et ciel, pour hautbois et guitare (2000)
- Deux pièces d’après Marc Aurèle, pour violoncelle et piano (2001)
- Sonate pour euphonium et piano (2001)
- Nulle part et jamais, pour deux altos (2001)
- Silences célestes, pour deux harpes (2001)
- La vérité rêvée, pour cor (ou violoncelle) et guitare (2001)
- Plus près de l’infini, pour guitare et piano (2002)
- L’étoile Aldébaran, pour deux violons (2004)
- Une icône, pour vibraphone et orgue (2004)
- Behind the light, sonate pour violon et piano (2005)
- New York, pour deux saxophones (2005)
- Nescia, pour marimba et piano (2007)
- Sur les ailes du vent, sonate pour flûte et guitare (2008)
- Allègement, pour deux guitares (2008)
- Éloge des ombres et de l'oubli, sonate pour clarinette basse et piano (2009)
- Lever du jour, pour alto et piano (ou guitare) (2010)
- La chasse au trésor, pour violoncelle et accordéon (2010)
- Le messager de la joie, pour saxophone et piano (2010)
- Église du silence, pour violoncelle et piano (2011)
- Sérénade festive, pour violoncelle et piano (2011)
- Derniers instants avant la nuit, pour marimba et orgue (2012)
- Sonate pour deux violoncelles « Loin, toujours plus loin » (2013)
- Sonate pour flûte et piano « Oh quelle distance, la sérénité ! », pour flûte et piano (2015)
- Music beyond the memory, pour violon et alto (2015)
- Apothéose de la mélancolie, pour cor anglais et piano (2016)
- Sonate pour alto et piano « Sommes-nous fleur, arbre ou oiseau ? » (2016)
- Sonate pour clarinette et piano « Abîmes » (2016)
- Vibrations lumineuses, pour piccolo et piano (2017)
- Sonate pour hautbois et piano « Éloge de la candeur » (2017)
- Pour élargir le ciel, pour saxophone soprano et clarinette (2017)
- Labyrinthe de cristal, pour clarinette et harpe (2017)
- Les premiers signes de l’aurore, pour hautbois d’amour et piano (2018)
- La rose et son désir, pour piano à quatre mains (2018)
- Sonate pour basson et piano (2018)
- Un appel dans la forêt, pour deux clarinettes (2018)
- Élévation, pour deux flûtes (2019)
- Sur des chemins oubliés, pour flûte et clarinette (2019)
- Sonate pour violoncelle et piano « À tout instant du jour » (2020)
- Floraison, trois pièces pour piano à quatre mains (2021)
- Sempre più giocoso, pour violon et piano (2021)

### Musique de chambre, en trio
- Trio pour hautbois, saxophone alto et violoncelle (1983)
- Épilogue en trio, pour flûte, hautbois et piano (1984)
- Expérience de la lumière, pour trois violoncelles (1987)
- L’enfance de la polyphonie, pour flûte, hautbois et basson (1990)
- Trio pour clarinette, alto et piano (1991)
- La nuit des étoiles filantes, pour flûte, guitare et piano (1993)
- Deux mouvements, pour trio à cordes (1995)
- Le chemin, pour récitant, guitare et piano — Didier Jourdren (1999)
- Serenata de la tristezza, pour flûte, alto et guitare (2001)
- Les noces d’Orphée, pour clarinette, violoncelle et piano (2004)
- Ronde étoilée, pour flûte, guitare et piano (2005)
- Un fil d’éternité à la dérive, pour guitare, piano et percussions (2007)
- Entre le souffle et le murmure, pour flûte, alto et harpe (2009)
- Un rêve de Pythagore, pour mandoline, guitare et harpe (2012)
- La trame murmurante du passé, pour flûte, violon et piano (2014)
- Couleurs imaginaires, pour trois flûtes (2018)
- Trio pour flûte, clarinette et piano (2018)
- Trio pour flûte, violoncelle et piano (2019)
- Apesanteur, pour cor anglais, violoncelle et harpe (2021)
- Au bord du souffle, pour hautbois, cor anglais et piano (2021)

### Musique de chambre, en quatuor, quintette ou sextuor
- Quintette pour piano et quatuor à cordes (1984)
- Quatuor à cordes (1989)
- Musique joyeuse, pour hautbois et trio à cordes (1989)
- Quatuor à cordes n° 2 (1989)
- Quintette pour clarinette et quatuor à cordes (1990)
- L’oiseau bleu, pour 6 flûtes à bec alto (ou six clarinettes) (1991)
- Le lys brisé, musique pour le film muet de David W. Griffith pour hautbois, violoncelle, deux percussionnistes et piano (1993)
- Printemps des rivières, pour quatre flûtes (1994)
- Se libérer du temps, pour quatre percussionnistes (1996)
- Trois danses surnaturelles, pour clarinette, violon, violoncelle et piano (1996)
- To rock in the sky, pour quintette à vent (1997)
- L’attente, pour récitant, flûte, guitare et piano — Christian Bobin (1998)
- Le livre des origines, pour sextuor à cordes (2001)
- Trois pièces brèves, pour quatuor de saxophones (2003)
- The waves of silence, pour piano et quatuor à cordes (2007)
- Where to go ?, pour quatre guitares (2007)
- Tissé dans l’immobilité du temps, pour quatuor de saxophones et piano (2008)
- La colombe et le lys, pour harpe et quatuor à cordes (2008)
- Au loin la paix, pour quatuor de saxophones et quatuor vocal (2010)
- Planète inconnue, pour six violoncelles (2013)
- Rire ou rêver ?, pour deux pianos, huit mains (2016)
- Invisibles jardins, pour piano et quatuor à cordes (2016)
- Élégie intemporelle, pour quatuor à cordes (2017)
- Extraño presto, pour quatre clarinettes (2018)
- Étincellements, pour deux pianos, huit mains (2019)

### Mélodies
- Soleil, pour soprano léger et piano (1980)
- Le jeune voyageur, pour mezzo-soprano et piano — Rabindranath Tagore (1994)
- Berger de la divine constellation, pour mezzo-soprano, clarinette et piano — Tzara (1994)
- Le dessin du paysage, pour voix grave et piano ¬— Yves Bergeret (1998)
- Paysages de l’âme, cinq mélodies pour soprano et piano ¬— Heather Dohollau (1999)
- Trois poèmes de Charles Juliet, pour baryton et piano (1999)
- Partir !, douze mélodies pour soprano et guitare ¬— Anne Perrier (2001)
- “Que l’homme est peu réel”, pour voix et piano — Tiouttchev (2001)
- Deux poèmes d’Henri Droguet, pour baryton, flûte alto, violoncelle et piano (2006)
- “Ô ma vie”, pour voix et harpe — Rilke (2008)
- Éclaircie, pour voix et flûte — Michel Dugué (2008)
- Présences invisibles, pour baryton et piano — Jean de Chauveron (2010)
- Le temps du vent, pour voix et piano— Andrée Brunin (2013)
- Des signes inconnus, pour voix et contrebasse — Jean de Chauveron (2018)
- Les Tourbillons du hasard, pour soprano, flûte et piano — Lucrèce (2019)

### Piano
- L’ivresse, en sandales d’or (1987)
- Écouter le silence (1988)
- L’oiseau bleu (1991)
- Trois études (1993)
- Hors du monde (1994)
- Sonate pour saluer le Millénaire (1998)
- Des doigts d’ivoire (2000)
- Archéologie secrète (2003)
- Le cercle de la vie (2007)
- L’oiseau du rivage de nuit, pour piano et récitant — Edgar Poe (2007)
- L'oiseau d'éternité (2011)
- Des pas sur la neige… d’Anacapri ! (2011)
- Un petit chemin vers l’infini (2013)
- Effleurer le silence (2014)
- Silencieuse et immobile (2015)
- Troisième sonate « Amaryllis » (2021)

### Orgue
- Et si le ciel disparaît ? (2002)
- L’ange et le diable du premier jour (2002)
- Ceci est mon sang (2004)

### Guitare
- Pluie fragile (1998)
- Transparence (1999)
- Avant le commencement... (1999)
- Des pas au-dessus du vide (1999)
- Sarabande et saltarelle (2002)
- L’âme des feuillages (2014)
- Poésie de l’aube, pour guitare et récitant — Jean-Yves Vallat (2018)

### Violon
- Partons ô mon âme ! (1991)
- Les quatre saisons (2007)
- Lucky ways (2007)
- Dans le noir d’un ciel inhabité (2015)

### Alto
- Partons ô mon âme ! (1991)

### Violoncelle
- Un chemin au-delà (1996)
- L'école de la quiétude (2000)
- Le voyageur du temps (2003)
- A butterfly on the bow (2016)

### Flûte
- Qui suis-je ?, pour flûte et une crotale (1995)
- Les chants de l’homme-oiseau (1996)
- Les sept portes du secret (2001)

### Clarinette
- Désir étoilé (1990)
- L’effroi de la nuit froide (1998)
- Couleur de cendres, pour clarinette basse et récitant — Jean-Paul Hameury (2005)
- Cinq symboles (2011)
- Un destin tragique et lumineux (clarinette et clarinette basse) (2016)
- Vagues (2019)

### Autres instruments
- Za-variations, pour marimba (1989)
- Alcanzar, pour harpe (1998)
- Douce liberté désirée Déesse où t’es-tu retirée ?, 14 préludes pour hautbois (1998)

### Pièces pédagogiques
- Puisque la terre est ronde pour petit orchestre (2007)
- Le petit prince, pour trois altos (2008)
- La forêt aux douze sentiers, pour douze altos et récitant (2008)
- Intemporel, pour harpe et petit orchestre (2010)
- La marche des invisibles, pour ensemble de violoncelles (2013)
- Une incroyable histoire, Conte musical (2017)
- Dall — Un voyage sur l’autre rive — Opéra pour les enfants — Julie Lys (2019)

- Diverses pièces pour piano, guitare, orgue, harpe et, avec piano, flûte, hautbois, clarinette, basson, cor, trompette, violon, alto, violoncelle et contrebasse.
- Plusieurs recueils d’études (clarinette, basson, euphonium, tuba)

### Théâtre musical / Musique de scène
- La joie d’Etty, Théâtre musical, pour un personnage et un clarinettiste (2009)
- Anna Perenna, musique pour un spectacle de Pierre Masson pour voix, deux violons et synthétiseur (2006)

### Orchestrations et instrumentations
- Des pas sur la neige…, de Claude Debussy, pour orchestre
- Alborada del gracioso, de Maurice Ravel, pour ensemble instrumental
- Quatrième Ballade, de Frédéric Chopin, pour orchestre
- Trois préludes de Claude Debussy, pour flûte, harpe, violon, alto et violoncelle : La sérénade interrompue, Voiles, Minstrels
- Trois préludes de Claude Debussy, pour flûte, harpe, violon, alto et violoncelle : Ondine, Canope, General Lavine - eccentric
- Quatre préludes de Claude Debussy, pour ensemble instrumental : La cathédrale engloutie, La danse de Puck, Des pas sur la neige, Les collines d'Anacapri
- Fêtes galantes de Claude Debussy, pour 12 voix solistes : En sourdine, Fantoches, Clair de lune
- La fille aux cheveux de lin…, de Claude Debussy, pour clarinette, violoncelle et harpe
- Les Sirènes, de Lili Boulanger (restitution de la version orchestrale d’après le manuscrit original)
- Quatre préludes chorégraphiques (Danseuses de Delphes, La danse de Puck, Feuilles mortes, « Les fées sont d'exquises danseuses ») de Claude Debussy, pour orchestre
- Histoires naturelles, de Maurice Ravel, pour orchestre (ou quinze instruments)

### Arrangements
- Shéhérazade, de Maurice Ravel, pour voix et 12 instruments
- Le Bœuf sur le toit de Darius Milhaud, pour 14 instruments
- Parade, d'Erik Satie, pour 14 instruments
- L’île des morts, de Sergueï Rachmaninov, pour 11 instruments

## Discographie
- À ciel ouvert — CD Pavane « Œuvres orchestrales » (1997)
- Apothéose de la mélancolie — CD CIAR « Éloge de la candeur » (2020)
- Avant le commencement... — CD Mandala « Guitare plus, vol. 42 » (2000)
- Behind the light — CD Naxos « Behind the light » (2014)
- Chemins couleur du temps — CD Folle avoine « Chemins couleur du temps » (2015)
- Comme une étoile du matin — CD Pavane « Musique sacrée» (1997)
- Couleur de cendres — CD Quantum « Dédicaces » (2009)
- Ceci est mon sang — CD Hortus « Derniers instants avant la nuit » (2014)
- Chant d’amour à l’éternité — CD Pavane « Musique sacrée » (1997)
- Deux pièces d’après Marc Aurèle — CD Naxos « Behind the light » (2014)
- Des pas au-dessus du vide — CD Triton (2012)
- Double concerto — CD Pavane « Œuvres orchestrales » (1997)
- Éclaircie — CD Folle avoine « Chemins couleur du temps » (2015)
- Effleurer le silence — CD CIAR « Effleurer le silence » (2021)
- Épilogue en trio — CD CIAR « Éloge de la candeur » (2020)
- Et si le ciel disparaît ? — CD Hortus « Derniers instants avant la nuit » (2014)
- Entre le souffle et le murmure — CD Harp&Co « Music for harp » (2014)
- Hesychia — CD IMD «  CCRM 97 (1997)
- La Colombe et le Lys — CD Harp&Co « Music for harp » (2014)
- L’ange et le diable du premier jour — CD Hortus « Derniers instants avant la nuit » (2014)
- L’attente — CD Mandala « Sensation » (2005)
- L’effroi de la nuit froide — CD Naxos « Le cercle de la vie » (2012)
- L’étoile Aldébaran — CD Azur Classical « Œuvres pour violon » (2019)
- L’oiseau bleu (six clarinettes) — CD Pavane « Leave me alone » (2016)
- L’oiseau bleu (six flûtes à bec) — CD Arsis « Musiques d’aujourd’hui » (1993)
- L’oiseau d’éternité — CD Naxos « Behind the light » (2014)
- La nuit — CD Ligia « Itinérances musicales »
- La nuit des étoiles filantes — CD Mandala « Guitare plus, vol. 42 » (2000)
- Le rêve est notre espoir — CD Marcal « Le rêve est notre espoir » (2018) — CD Folle avoine « Chemins couleur du temps » (2015)
- Le sourire de la rose — CD Discover « The smile of the rose » (1998)
- Le tournoiement des songes — CD Corélia « Tournoiement des songes » (2013)
- Les âmes perdues — CD Folle avoine « Chemins couleur du temps » (2015)
- Les dix commandements — CD Vibrations « Qu’il la fait bon regarder » (2020)
- Les quatre saisons — CD Azur Classical « Œuvres pour violon » (2019)
- Lucky Ways — CD Azur Classical « Œuvres pour violon »  (2019)
- Magnificat — CD Pavane « Musique sacrée» (1997)
- Onze pièces brèves — CD CIAR « Éloge de la candeur » (2020)
- Orphée — CD Folle avoine « Chemins couleur du temps » (2015)
- Partir ! — CD Maguelone « Le Printemps de la mélodie » (2004)
- Partons ô mon âme ! — CD Talking Music « 13 Caprices » (1995) et Azur Classical « Œuvres pour violon » (2019)
- Plus haut que les oiseaux — CD Harp&Co « Music for harp » (2014)
- Plus près de l’infini — CD Mandala « Sensation » (2005)
- Présences invisibles — CD Folle avoine « Chemins couleur du temps » (2015)
- Pour élargir le ciel — CD Klarthe « Pulsions » (2019)
- Pour la paix — CD Pavane « Œuvres orchestrales » (1997)
- Pour l’oiseau — CD Folle avoine « Chemins couleur du temps » (2015)
- Printemps des rivières — CD Genuin « When Breath Becomes Sound » (2018)
- Renonce à toute chose qui vient de la raison — CD Octobre en Normandie (1995)
- Sonate pour euphonium et piano — CD Métamorphoses (2004)
- Sonate pour flûte et piano « Oh quelle distance la sérénité ! » — CD CIAR « Effleurer le silence » (2021)
- Sonate pour hautbois et piano — CD CIAR « Éloge de la candeur » (2020)
- Tout un monde ardent — CD Folle avoine « Chemins couleur du temps » (2015)
- Une voix si lointaine — CD Folle avoine « Chemins couleur du temps » (2015)
- Symphonie « La nuit, la neige, le silence » — CD Folle avoine « Chemins couleur du temps » (2014)
- Trio pour clarinette, alto et piano — CD Clarinet Classic « The Paris Connection » (2001)
- Trio pour flûte, clarinette et piano — CD CIAR « Effleurer le silence » (2021)
- Vers le ciel — CD Naxos « Behind the light» (2014)
- Vibrations lumineuses — CD CIAR « Effleurer le silence » (2021)
- Vingt quatre Préludes — CD Pavane « Œuvres orchestrales » (1997)
- Voyage au gré des illusions — CD Harp&Co « Music for harp » (2014)
- DVD Le Cercle de la Vie — C.E.A. Musika (2015)

## Ouvrages d’analyse musicale et d’orchestration
- Analyse du langage musical, Volume I, de Corelli à Debussy, Billaudot, 2001
- Analyse du langage musical, Volume II, de Debussy à nos jours, Billaudot, 2005
- Le langage musical de Debussy, dans les Douze études pour piano, Billaudot, 2007
- Le langage musical de Haydn, dans les Quatuors opus 76, Billaudot, 2007
- Le langage musical de Chopin, dans les Vingt-quatre préludes pour piano, Billaudot, 2007
- Le langage musical de Bach, dans le Clavier Bien Tempéré, Livre II, Billaudot, 2008
- Le langage musical de Schubert, dans la Belle Meunière, Billaudot, 2008
- L'orchestration, de Haydn à Stravinsky, Billaudot, 2009
- Le langage musical de Bartók, dans le Quatrième quatuor, Billaudot, 2009
- Le langage musical de Stravinsky, dans L’Histoire du Soldat, Billaudot, 2010
- Le langage musical de Mozart, dans les Six premières sonates pour piano, Billaudot, 2011
- Le langage musical de Ravel, dans le Quatuor à cordes, Billaudot, 2013
- Le langage musical de Beethoven, dans la Grande fugue, Billaudot, 2014
- Le langage musical de Fauré, dans le Quintette opus 115, Billaudot, 2017
- Le langage musical de Berlioz, dans la Symphonie fantastique, Billaudot, 2019
- Techniques d’orchestration, Volume 1, AGIR éditions (2021)

## Essais, articles et entretiens

### Essais
- Valéry Arzoumanov, compositeur hors du temps, À ciel Ouvert, 2004, réédition L’Harmattan, 2021
- Minos. Les dédales de l'expérience créatrice, récit-essai, L'Harmattan, coll. « Musiques en question(s) », 2016
- Dans les replis de la mémoire. Les sonates pour piano de Valéry Arzoumanov, essai analytique et biographique, L'Harmattan, coll. « Musiques en question(s) », 2017

### Articles
- « Tout un monde ardent et délicat », Heather Dohollau : l’évidence lumineuse, sous la direction de Daniel Lançon et Tanguy Dohollau, Éditions Folle Avoine, 2006
- « La polymodalité, une brèche sur l’irrationnel », Polytonalité / Polymodalité - Histoire et actualité, textes réunis par Michel Fisher et Danièle Pistone, Université Paris-Sorbonne/Observatoire Musical Français, 2005
- « Une rose dans les ténèbres. Quelques aspects du langage harmonique de Maurice Ravel », revue Ostinato Rigore, n° 24, 2006
- « Jean-Paul Hameury, le gardien du feu », inédit (2014)
- « La nécessité de l’émotion. À propos de la musique de chambre vocale d’Émile Goué », Émile Goué. Chaînon manquant de la musique française, sous la direction de Philippe Malhaire, L'Harmattan, 2014
- « Composer pour flûte, alto et harpe : instrumenter le mystère », revue Musicologies nouvelles, opus 2, direction Muriel Joubert, 2017
- « Éloge de la fragilité. L’écriture orchestrale «  à la française » après Debussy », revue Euterpe, n°29, 2017
- « Le rire orchestral », Le rire en musique, sous la direction de Muriel Joubert et Denis Le Touzé, PUL, 2017
- « Les débris d’un rêve. Le charme harmonique appartient-il au passé ? », revue Pour les sonorités opposées, n° 1, L'Harmattan, 2017
- « Une autre perspective. Le choix d’une esthétique musicale : liberté ou illusion ? », revue Pour les sonorités opposées, n° 3, L'Harmattan, 2019

### Entretiens
- « Entretien avec Anthony Girard » par Pascale Rouet, Enquêtes sur le sacré, Préludes n° 79, juillet 2012
- « Entretien avec Anthony Girard » par Philippe Malhaire, revue Euterpe n°23, septembre 2013
- Voir aussi Franchir l’horizon (Bibliographie)